# Olai járás

Az Olai járás a Magadani területen

Az Olai járás (oroszul Ольский район) Oroszország egyik járása a Magadani területen. Székhelye Ola.

## Népesség
- 2002-ben 12 458 lakosa volt, melynek 7,65%-a even nemzetiségű.
- 2010-ben 10 495 lakosa volt.